# Nepenthes paniculata
Nepenthes paniculata Danser, 1928 è una pianta carnivora della famiglia Nepenthaceae, endemica della Nuova Guinea, dove cresce a 1460 m.

## Conservazione
La Lista rossa IUCN classifica Nepenthes paniculata come specie in pericolo di estinzione (Endangered).